# 唐納德·阿什利
唐納德·阿什利（英語：Donald James Ashley，1954年8月13日—2014年10月19日），中文名唐龍，香港鼓手、作曲家、填詞人和監製，有「亞洲鼓王」之稱號；他是Ramband、 Chyna的鼓手，也是Chyna樂團的成立者及靈魂人物，單立文是樂隊的前低音結他手。
父親是英國人，母親是馬來西亞人，在香港出生，一直以中國人、香港人自居，懂說流利國語、粵語及英語。Don Ashley 的中文名稱「唐龍」是擔任已故歌后鄧麗君監製時由鄧所改，鄧亦有為其子改名。

## 生平

### 早年生活

#### 鼓手之路的開始
Ashley求學時期組校園樂隊，首選的樂器是低音結他。某次，樂隊的鼓手缺席，Ashley坐上鼓位，當時的他還不會分高、中、低音鼓，但音樂一響起，他隨即打起鼓來，一次過完成整首歌。隊友見他鼓打得那麼好，都感到驚訝，建議不如以後由他負責打鼓。從此，Ashley專注打鼓方面的發展。他每天都聽音樂，所以同一時間不斷吸收眾多不同的音樂風格、不同鼓手的演奏風格。

#### 初遇偶像「鼓王」
完全改變Ashley打鼓方面的，是美國爵士樂鼓手兼領隊、是稱為「世界鼓王」的Buddy Rich。話說 Ashley第一份工作跟一隊澳洲樂隊到泰國演出，期間休假時，鍵琴手邀他往聽爵士樂，當時Ashley只有16歲，對爵士樂毫無認識，當然跟著去聽，那次的是「All Star Gemini Jazz Festival」，Ashley首次現場觀賞 Buddy Rich演出，從此受他影響。

### 亞洲鼓王
1970年代末期，Ashley與吳士明（Peter Ng）本屬香港樂隊Ramband的兩個華人成員，後來Ramband的主音歌手過世後，曾在夏韶聲的Visa Band當客席鼓手，並認識隊員單立文、黃良昇及蘇德華。
1983年跟單立文、黃良昇及蘇德華組成Chyna，同年《Within You'll Remain》一曲成名，多年來共推出7種語言、至少15個版本，其中一個版本是徐小鳳的《一臉紅霞》。  1986年單立文、黃良昇及蘇德華單飛發展，他遂找回Peter Ng並從加拿大邀請及袁卓繁（Richard Yuen）回港重組Chyna，期間他主要跟蘇德華合作，次年單立文、黃良昇及蘇德華另組Blue Jeans，其時他已獲得「亞洲鼓王」的美譽，雖然鼓手一職已由支援成員陳偉強負責，但彼此仍有合作。當時他另一個身分，在Chyna組團時獲得唱片監製葉廣權賞識，而成為寶麗金其中一個常用樂手，為旗下歌手徐小鳳、譚詠麟、張學友與關淑怡等創作及編曲，1990年關淑怡於勁歌總選獲獎的歌曲《愛恨纏綿》，以及當時因宗教問題在大馬遭受非議的《夜夜求上帝》，就是出自他的手上。
1988年台灣滾石唱片製作部經理沈光遠在監製當時還是新人的趙傳專輯時，邀請他到台灣參與製作音樂，不過當時他的市場仍在香港，因此直至數年後Chyna從三人樂隊擴展至五人後，才邀請友善的狗旗下的Sarah加入Chyna，1992年更在台灣推出國語專輯《答案》。後來因故與Richard Yuen拆夥，於十年間經歷多次人事變動的Chyna最終於1994年解散。

### 最後光景
Chyna雖已解散，Ashley也回到了香港，為關淑怡重混了鄧麗君的遺作《忘記他》。由於在80年代組團潮已認識太極樂隊、吳國敬、周啟生等走搖滾路線的音樂人，他也主力跟他們合作，晚年更與鄧建明、吳國敬聯合舉辦音樂會。
唐龙最終於2014年10月19日因末期癌症，與世長辭，終年60歲。